# Орехово (Костромская область)
Орехово — село в Галичском районе Костромской области России. Административный центр Ореховского сельского поселения.

## География
Село расположено на берегу реки Вёкса.

## История
Согласно Спискам населенных мест Российской империи в 1872 году село относилось к 1 стану Галичского уезда Костромской губернии. В нём числилось 4 двора, проживало 10 мужчин и 9 женщин. В селе располагались православная церковь, почтовая станция и училище.
Согласно переписи населения 1897 года в селе проживало 94 человека (42 мужчины и 52 женщины).
Согласно Списку населенных мест Костромской губернии в 1907 году деревня относилась к Котельской волости Галичского уезда Костромской губернии. По сведениям волостного правления за 1907 год в селе числился 31 крестьянский двор и 158 жителей. Основными занятиями жителей села, помимо земледелия, были плотницкие и малярные работы.
До муниципальной реформы 2010 года село также являлось административным центром Ореховского сельского поселения.